# 奧利亞口孵非鯽
奧利亞口孵非鯽又名奧利亞吳郭魚、南洋鯽仔，為輻鰭魚綱鱸形目隆頭魚亞目慈鯛科的其中一種，分布於非洲及歐亞大陸，包括約旦河谷、尼羅河下游、塞內加爾河、查德盆地、貝埃努河、尼日河等流域，並引入美國、中南美洲以及台灣河川湖泊，為外來種。體長可達45.7公分，棲息在各種水域、耐鹽度變化及溫度變化，屬雜食性，以浮游植物、橈腳類、枝腳類等為食，為高經濟價值的食用魚、觀賞魚及遊釣魚，在部分地區造成生態衝擊。